# Стратегическо управление
Стратегическото управление или стратегическият мениджмънт е комплексното управление на стратегията на дадена организация. Стратегията от своя страна е пътят, по който една организация постига своите цели и реализира мисията си. Стратегическото управление може условно да се раздели на:
- стратегическо планиране,
- формулиране на стратегията,
- реализация на стратегията, и
- оценка.

За да се затвори кръгът на стратегическото управление, оценката на реализацията би трябвало да доведе до корекции на стратегията.
Дейности в рамките на стратегическото управление:
- Анализ на външната среда;
- Анализ на вътрешната обстановка;
- Формиране на мисия и цели;
- Избор и разработка на стратегия на ниво поделения;
- Анализ на портфейла от продукти;
- Проектиране на организационна структура;
- Избор на степента на интеграция и системата за управление;
- Управление на комплекса „стратегия – структура – контрол“
- Определяне на нормите на поведение и политиката на фирмата в отделни сфери на дейността ѝ;
- Обезпечаване на обратна връзка между резултатите и стратегията на организацията;
- Усъвършенстване на стратегията, структурата и управлението.

Основни eтапи на стратегическото управление
- Определяне на сферите на бизнеса, в които ще работи организацията;
- Трансформация на визията на организацията в дълговременни и краткосрочни цели на дейността;
- Определяне на стратегията за достигане на целите;
- Разработка и реализация на стратегията;
- Оценка на дейността, откриване на несъответствие.

Елементи на стратегическото управление
- Политика
- Процедури
- Правила
- Средносрочни и оперативни планове
- Проекти
- Бизнес планове
- Бюджети